# Anolis ricordii
Espèce
Synonymes
- Anolis ricordi Duméril & Bibron, 1837
- Xiphosurus ricordi (Duméril & Bibron, 1837)
- Anolis ricordi leberi Williams, 1965
- Xiphosurus ricordi leberi (Williams, 1965)
- Anolis ricordi subsolanus Schwartz, 1974
- Xiphosurus ricordi subsolanus (Schwartz, 1974)
- Anolis ricordi viculus Schwartz, 1974
- Xiphosurus ricordi viculus (Schwartz, 1974)

Anolis ricordii est une espèce de sauriens de la famille des Dactyloidae.

## Répartition
Cette espèce est endémique d'Hispaniola.

## Description
Les mâles mesurent jusqu'à 160 mm et les femelles jusqu'à 151 mm.

## Liste des sous-espèces
Selon The Reptile Database (3 décembre 2014) :
- Anolis ricordii leberi Williams, 1965
- Anolis ricordii ricordii Duméril & Bibron, 1837
- Anolis ricordii subsolanus Schwartz, 1974
- Anolis ricordii viculus Schwartz, 1974

## Étymologie
Cette espèce est nommée en l'honneur d'Alexandre Ricord (1798–1876).

## Publications originales
- Duméril & Bibron, 1837 : Erpétologie Générale ou Histoire Naturelle Complète des Reptiles. Librairie. Encyclopédique Roret, Paris, vol. 4, p. 1-570 (texte intégral).
- Schwartz, 1974 : An analysis of variation in the Hispaniolan giant anole, Anolis ricordi Duméril and Bibron. Bulletin of the Museum of Comparative Zoology, no 146, p. 86-146 (texte intégral).
- Williams, 1965 : Hispaniolan giant anoles (Sauria, Iguanidae): new data and a new subspecies. Breviora, no 232, p. 1-7 (texte intégral).